# Västergötlands runinskrifter 134
Västergötlands runinskrifter 134 är en urnordisk ristad sten/amulett av röd täljsten som hittades i en åker 1843 vid Prästgården, Kinneveds socken och Falköpings kommun. Stenen är 7,4 centimeter bred, 5 centimeter hög och cirka 2 centimeter tjock. Den finns på Västergötlands museum i Skara.

## Inskriften
Translitterering av runraden:
...siz alu h
Normalisering till runsvenska:
... alu ...
Översättning till nusvenska:
... alu ...